# Riserva naturale orientata Bosco di Santo Pietro
La riserva naturale orientata Bosco di Santo Pietro (in calatino U bosch'i Santu Petru) è un'area naturale protetta situata nei comuni di Caltagirone e Mazzarrone, nella città metropolitana di Catania e si estende su un grande altopiano sabbioso solcato da valloni, nei pressi di Santo Pietro, piccolo borgo a venti chilometri da Caltagirone.

## Territorio
La riserva copre una superficie di 6 559,38 ettari ed è sopra 390 m sul livello del mare digrada dolcemente verso la pianura di Vittoria ed è delimitato ad ovest e a nord dai valloni Terrana e Ogliastro, ad est dal torrente Ficuzza e a sud dai confini del comune di Acate.

## Storia

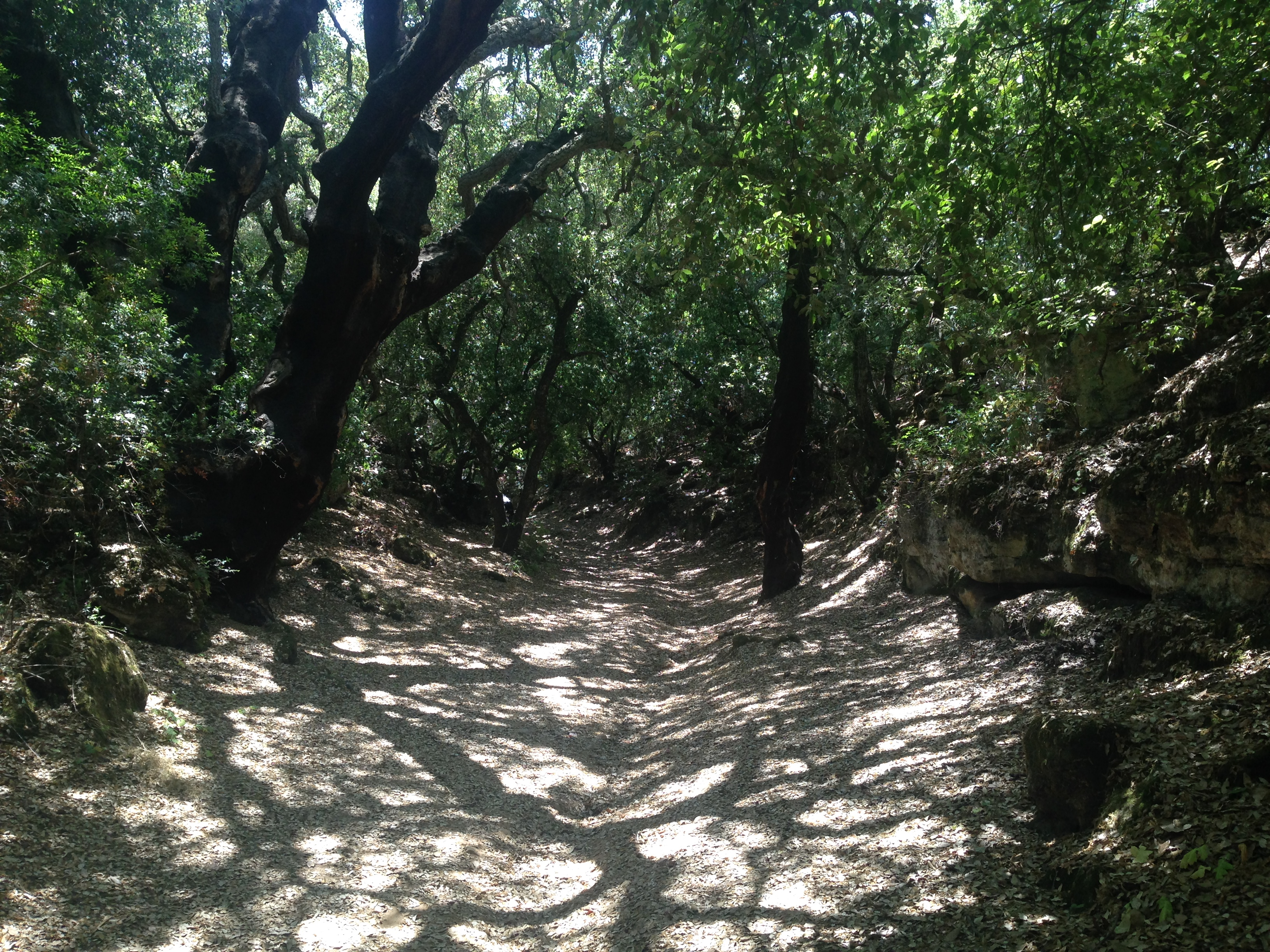
Un tratto del bosco

La prima testimonianza storica del bosco risale al 1160, quando il re normanno Ruggero I d'Altavilla lo concesse ai calatini, insieme alla Baronia di Fetanasimo, quale ricompensa per l'aiuto prestatogli contro i Saraceni. A quell'epoca la sua estensione era di ben 30 000 ettari.
La massiccia presenza dell'uomo nel corso dei secoli ha sconvolto la fisionomia originaria della zona. Tuttavia, in alcune località, come Fontana del Cacciatore, Fontana Molara Cava Cannizzolo e Dongiovanni, la densità della vegetazione è tale da far rivivere nel visitatore il fascino dell'antica foresta.
Originariamente il bosco si estendeva lungo tutta la fascia sud-orientale della Sicilia, dall'entroterra calatino sino alle zone costiere della città di Gela e Scoglitti. I ripetuti incendi, la carenza di manutenzione, i pascoli abusivi e la caccia di frodo hanno peggiorato la situazione.
Nel 1999 è stata istituita la Riserva Naturale Orientata allo scopo di arginare il degrado ed invertire la tendenza.

## Strutture ricettive
È sicuramente da visitare il Museo della Macchia Mediterranea, all'interno di un vecchio fabbricato recentemente ristrutturato. Nelle vicinanze di Piano Renelle vi è la chiesa di Santa Maria dell'Idria, una piccola chiesetta che invita alla meditazione.

## Accesso
Il clima mite, certamente, consente escursioni durante tutto l'anno, ma le stagioni ideali sono la primavera e l'autunno, la prima per la fioritura, la seconda per gli splendidi colori del bosco.
Si parte dal bosco di Santo Pietro e, dopo aver attraversato le zone interessate da un rimboschimento a pino ed eucalipto, si giunge alle due aree più belle del bosco: le vallette dette fontana del Cacciatore e della Molara. Ivi si percorre una specie d'anello all'interno del quale si può ammirare quello che rimane della sugherata della Molara.

## Flora

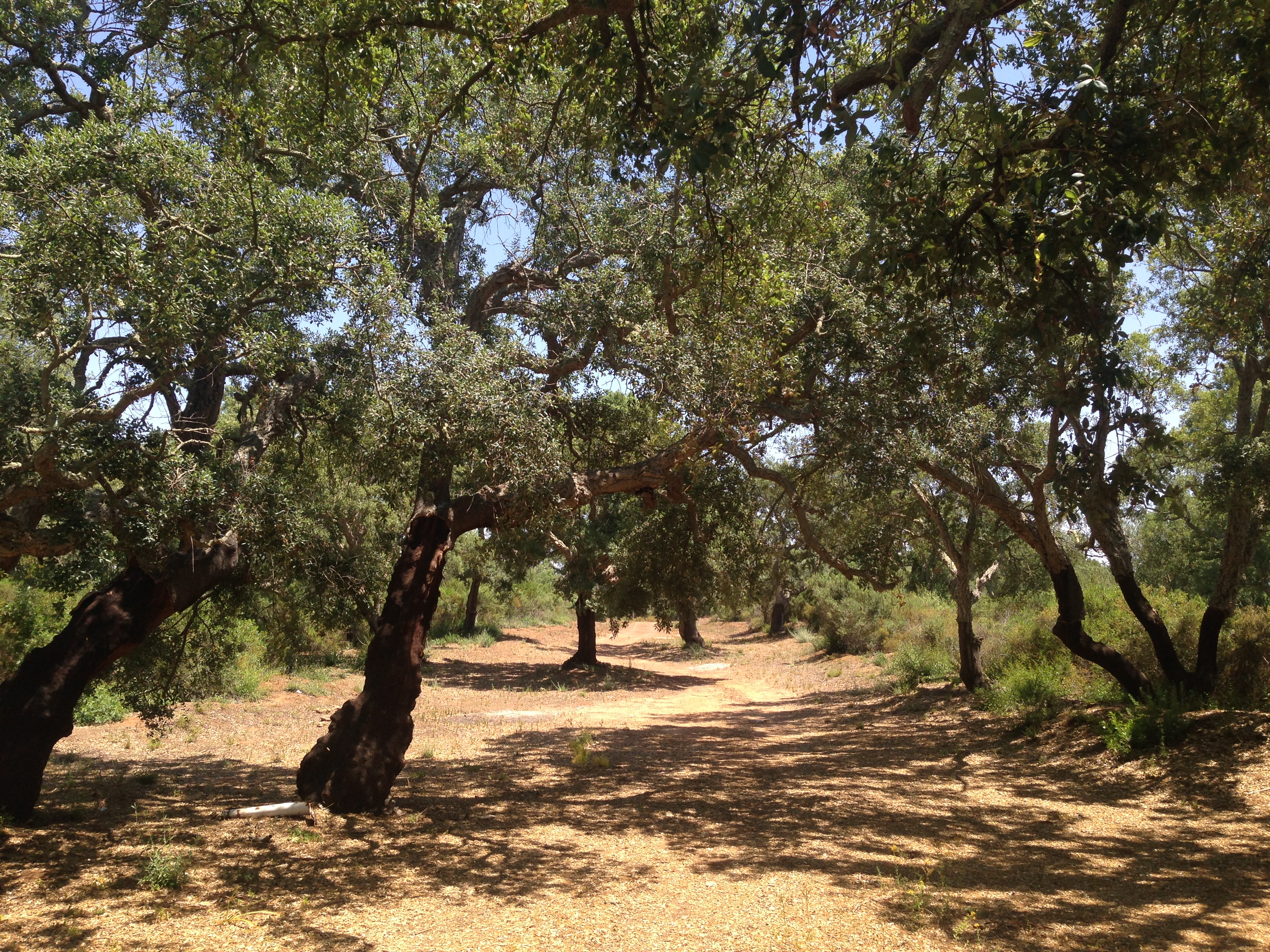
La sughereta

Sono oltre trecento le specie vegetali di cui è particolarmente ricco il sottobosco. Nel patrimonio verde di Santo Pietro sono riconoscibili tre habitat principali: la sughereta, la lecceta e la gariga.
Le monumentali sughere del bosco, descritte con ammirazione dai cronisti del passato, sono oggi in gran parte scomparse. Un recente censimento, effettuato dal Fondo Siciliano per la Natura, ha attestato la presenza di circa cinquanta sughere e di alcuni carrubi con tronco di tre metri di circonferenza. Nella contrada Molara ancora oggi fa bella mostra di sé un esemplare di Quercus suber che raggiunge i 6,2 metri. Il bosco di lecci (Quercus ilex) si estende per alcune decine di ettari nelle contrade Molara, Coste Stella, Coste Chiazzina e Vaccarizzo. Rispetto alla sughereta la densità maggiore e più omogenea. Troviamo, inoltre, la quercia spinosa (Quercus coccifera) e la roverella (Quercus pubescens).
Rilevante è anche la presenza del carrubo (Ceratonia siliqua), con alcuni esemplari il cui tronco raggiunge dimensioni di oltre 3 m di circonferenza.
Nella gariga si trovano formazioni arbustive estese, in particolare nelle contrade Molara, Spina Santa e Cava Imboscata. Qui le specie dominanti sono il rosmarino (Rosmarinus officinalis), il timo (Thymus capitatus), l'erica (Erica multiflora) e il lentisco (Pistacia lentiscus).

## Fauna
Durante le passeggiate nel bosco sovente s'incontrano istrici, lepri, conigli selvatici e donnole. Risultano presenti anche il gatto selvatico e la volpe. Fra gli uccelli si possono osservare novantasei specie diverse fra cui le cince, l'occhiocotto e la ghiandaia, ma anche alcune specie rare, quali il picchio rosso maggiore, il pendolino e il gheppio, chiamato in dialetto "muschittu".